# Elijah McCadden
Elijah McCadden (Tarboro, 20 dicembre 1999) è un cestista statunitense.